# Papilionanthe greenii
Papilionanthe greenii là một loài thực vật có hoa trong họ Lan. Loài này được (W.W.Sm.) Garay mô tả khoa học đầu tiên năm 1974.